# Chuyển tự
Chuyển tự, hay còn được gọi là phiên âm, là một kiểu chuyển đổi văn bản từ hệ thống chữ viết này sang hệ thống chữ viết khác bằng cách hoán đổi các chữ cái tương ứng. Chuyển tự dùng để thể hiện cách phát âm của một ngôn ngữ khác hoặc biến đối ký tự của một hệ thống chữ này qua một hệ thống chữ khác.
Ngược lại, phiên âm tìm cách nắm bắt âm thanh hơn là đánh vần; "Ελληνική Δημοκρατία" tương ứng với [elinicí ðimokratía] trong Bảng chữ cái ngữ âm quốc tế. Mặc dù sự khác biệt bị mất trong trường hợp [i], hãy lưu ý cách hình dạng chữ cái ⟨κ⟩ trở thành [c] hoặc [k] tùy thuộc vào nguyên âm theo sau nó.